# Erick Cabalceta
Erick Anthony Cabalceta Giacchero (San José, 9 gennaio 1993) è un calciatore costaricano naturalizzato salvadoregno, difensore dell'Alajuelense e della nazionale salvadoregna.

## Statistiche

### Cronologia presenze e reti in nazionale
| Cronologia completa delle presenze e delle reti in nazionale ― El Salvador | Cronologia completa delle presenze e delle reti in nazionale ― El Salvador | Cronologia completa delle presenze e delle reti in nazionale ― El Salvador | Cronologia completa delle presenze e delle reti in nazionale ― El Salvador | Cronologia completa delle presenze e delle reti in nazionale ― El Salvador | Cronologia completa delle presenze e delle reti in nazionale ― El Salvador | Cronologia completa delle presenze e delle reti in nazionale ― El Salvador | Cronologia completa delle presenze e delle reti in nazionale ― El Salvador |
| Data                                                                       | Città                                                                      | In casa                                                                    | Risultato                                                                  | Ospiti                                                                     | Competizione                                                               | Reti                                                                       | Note                                                                       |
| -------------------------------------------------------------------------- | -------------------------------------------------------------------------- | -------------------------------------------------------------------------- | -------------------------------------------------------------------------- | -------------------------------------------------------------------------- | -------------------------------------------------------------------------- | -------------------------------------------------------------------------- | -------------------------------------------------------------------------- |
| 7-6-2022                                                                   | Saint George's                                                             | Grenada                                                                    | 2 – 2                                                                      | El Salvador                                                                | CONCACAF Nations League 2022-2023 - 1º turno                               | -                                                                          | 81’                                                                        |
| 14-6-2022                                                                  | San Salvador                                                               | El Salvador                                                                | 1 – 1                                                                      | Stati Uniti                                                                | CONCACAF Nations League 2022-2023 - 1º turno                               | -                                                                          | 87’                                                                        |
| 27-9-2022                                                                  | Washington                                                                 | Perù                                                                       | 4 – 1                                                                      | El Salvador                                                                | Amichevole                                                                 | -                                                                          | 86’                                                                        |
| 16-11-2022                                                                 | Managua                                                                    | Nicaragua                                                                  | 1 – 0                                                                      | El Salvador                                                                | Amichevole                                                                 | -                                                                          | 46’ 89’                                                                    |
| 20-6-2023                                                                  | Daejeon                                                                    | Corea del Sud                                                              | 1 – 1                                                                      | El Salvador                                                                | Amichevole                                                                 | -                                                                          |                                                                            |
| 26-6-2023                                                                  | Fort Lauderdale                                                            | El Salvador                                                                | 1 – 2                                                                      | Martinica                                                                  | Gold Cup 2023 - 1º turno                                                   | -                                                                          |                                                                            |
| 30-6-2023                                                                  | Harrison                                                                   | El Salvador                                                                | 0 – 0                                                                      | Costa Rica                                                                 | Gold Cup 2023 - 1º turno                                                   | -                                                                          |                                                                            |
| 4-7-2023                                                                   | Houston                                                                    | Panama                                                                     | 2 – 2                                                                      | El Salvador                                                                | Gold Cup 2023 - 1º turno                                                   | -                                                                          |                                                                            |
| 7-9-2023                                                                   | Città del Guatemala                                                        | Guatemala                                                                  | 2 – 0                                                                      | Honduras                                                                   | Amichevole                                                                 | -                                                                          |                                                                            |
| 10-9-2023                                                                  | San Salvador                                                               | El Salvador                                                                | 2 – 3                                                                      | Trinidad e Tobago                                                          | CONCACAF Nations League 2023-2024 - 1º turno                               | -                                                                          | 84’                                                                        |
| 13-10-2023                                                                 | Fort-de-France                                                             | Martinica                                                                  | 1 – 0                                                                      | El Salvador                                                                | CONCACAF Nations League 2023-2024 - 1º turno                               | -                                                                          |                                                                            |
| Totale                                                                     |                                                                            | Presenze                                                                   | 11                                                                         |                                                                            | Reti                                                                       | 0                                                                          |                                                                            |

## Palmarès

### Club

#### Competizioni nazionali
- Campionato costaricano: 1

Saprissa: Invierno 2016